# ابن ابی‌اصیبعه
ابوالعبّاس، احمد بن قاسم بن ابی‌اصیبعه سعدی خزرجی (۱۱۹۴- ۱۲۷۰م) (۶۶۸-۵۹۰)  نویسنده چشم‌پزشک و شاعر شامی سدهٔ هفتم هجری بود. 
مشهورترین تالیف او رساله عیون الأنباء فی طبقات الأطباء است که شرح حال و آرای طبیبان و حکما از دیرباز تا قرن هفتم هجری قمری است.

## آثار
- عيون الأنباء في طبقات الأطباء[۵]

که آنرا برای وزیر صالح ابن الملك عادل نوشت. زمان شروع به تالیف آن ۶۴۰ ق-۱۲۴۲ میلادی یعنی یکسال قبل از فوت او بوده است. کتاب از منابع مهم مطالعه تاریخ طب است. شامل ۱۵ فصل است و شامل زندگینامه ۴۰۰ طبیب یونانی رومی هندی سوری مغربی و ایرانی است.
کتابهای دیگر او :
- كتاب حكايات الأطباء في علاجات الأدواء
- كتاب إصابات المنجمين
- معالم الأمم
- كتاب التجارب والفوائد (نیمه تمام )

وی شعر هم میسرود.
كما كان شاعرا مجيدا وله شعر جميل ضمنه كتبه ورسائله